# Кременчугская городская община
Кременчугская городская община (укр. Кременчуцька міська громада) — территориальная община в Украине, в составе Кременчугского района Полтавской области. Административный центр — город Кременчуг. Образована путем объединения Кременчуга и Потоковского сельского совета.
12 июня 2020 года правительство утвердило административный центр и территорию общины. 19 июля 2020 года в рамках административно-территориальной реформы создан Кременчугский район, в который вошла община.

## Населенные пункты
В состав общины входят 1 город (Кременчуг) и 4 села: Потоки, Малая Кохновка, Приднепрянское и Сосновка.